# McKenzie Wark
McKenzie Wark (10. rujna 1961.), australski pisac i znanstvenik. Poznat je po spisima o teoriji medija, kritičkoj teoriji, novim medijima, i situacionističkom internacionalu. Njegova najpoznatija djela su A Hacker Manifesto and Gamer Theory. Profesor je medija i kulturalnih studija na The New School u New Yorku.

## Životopis
Rođen je u Newcastleu i odrastao sa starijim bratom Robertom i sestrom Susan. Majka mu je umrla kad je imao 6 godina. Diplomirao je na Sveučilištu Macquarie, magistrirao na Tehnološkom sveučilištu u Sydneyu te doktorirao na Sveučilištu Murdoch. U braku je s Christen Clifford. Imaju dvoje djece, Felixa i Veru.

## Radovi
U Virtualnoj geografiji, objavljenoj 1994., Wark je ponudio teoriju koju je nazvao "čudnovati globalni medijski dogadaj". Primjeri su pad tržišta dionica, demonstracije na pekinškom trgu Tiananmenu 1989. te pad Berlinskog zida iste godine. Tvrdio je da je pojava globalnog medijskog prostora – virtualni geografski – koji sadrži i prožima sve linije komunikacije-vektora-pojavljuje se kao još kaotičniji prostor od teorije globalizacije kao što obično biva.
Većina Warkovih ranih anganžmana u javnim debatama dogodila su se u Australskom postmarksizmu kvartalno u Areni, kroz broj članaka i angažmana o liku prave apstrakcije, metaideološkom liku o post-strukturalizmu, i posljedice ovih pitanja za emancipacijsku društvenu teoriju.
U sljedeće dvije knjige, Virtualna republika (1997.) i Slavni, Kultura i Cyberspace (1999), Wark je obratio pažnju prema prostoru nacionalne kulture svoga zavičaja, Australije. Prvi pregledani radovi, tako-zvani ’’ ratovi kulture’’ iz 1990ih kao simptomatske borbe oko redefinicije australskog nacionalnog identiteta kulture u doba globalnog medija. Druga od ovih australskih knjiga, pratila je transformaciju društveno demokratske iideje popularne kao političke ideje ali više temeljena na tržištu i medijskoj popularnoj kulturi.
Oboje od ovih studija rasle su iz Warksovog iskustva kao javnog intelektualca koji je sudjelovao u javnim kontroverzijama, većinom kroz njegovu kolumnu u The Australian, vodećim dnevnim novinama. Razvio je pristup temeljen na promatranju sudionika, ali prilagoden medijskoj sferi.
Wark je opisao proces kulture pomoću kojega ’’ šum novih iskustava’’ postaje naturalizirano u naviku ili drugu prirodu i opisuje informacijsko društvo kao ništa novo, ali nešto što kroz kulturu mijenja ravnotežu između vezivanja prostora i vremena obvezujećeg medija. Nadalje, objašnjava koncept ’’treće prirode’’ ili telestazije, pri čemu uredaji poput televizije i telefona stvaraju platformu koju koristimo kako bi komunicirali s ljudima na velikim udaljenostima a ne samo uređajem kojim naučimo pojedinačno baratati. To je opisano u njegovoj knjizi Virtualna Republika:
Iako se može osjećati prirodno da neki žive u ovom medijskom svijetu, sumnjam da postoji temeljita promjena koja je puno ljudi pomalo zastrašila. Više nije slučaj izrade druge prirode iz prirode,izgradnja stvari i navikavanja na život u svijetu koji ljudi grade. Mislim da bi moglo biti zanimljivo uzeti u obzir da je telestazija nešto bitno drugačije. Ono što se potiskuje iz telegrafa,telefona,telekomunikacija, nije druga priroda, nego ono što ja nazivam trećom prirodom.
Wark je emigrirao u SAD 2000.godine. zajedno s australskim pjesnikom John Kinsella, australskog romanopisca Bernard Cohen i australsku dopisnicu Terri-Ann White, zajednički napisao Speed Factory, eksperimentalni rad o udaljenosti i raseljavanju. Autori su za to razvili tehniku pisanja brzine, u kojoj autor napiše 300 riječi, e-poštom šalje sljedećem autoru,koji onda ima 24h da napiše svojih 300 riječi.
Dispozicije, slijedi je još jedan eksperimentalni rad. Wark je putovao svijetom GPS uređajem i snimio zapažanja u odredeno vrijeme i koordinate. Medijski teoretičar Ned Rossiter nazvao je ovaj pristup 'mikro-empirizmom',  i smatrao ga je izvedenim iz rada filozofa Gilles Deleuze.
Godine 2004. Wark je objavio svoj najpoznatiji rad, A Hacker Manifesto. Ovdje Wark tvrdi da uspon intelektualnog vlasništva stvara novu podjelu klase, između onih koji ga proizvode, kojega naziva hacker klasom, klasom i onih koji dolaze posjedovati, vektoralističku klasu.  Wark tvrdi da su ti vektoralisti nametnuli concept imovine na svim fizikalnim područjima (stoga imaju oskudicu), ali sada novi vektoralisti postavljaju pravo na intelektualno vlasništvo, polje koje nije vezano za oskudicu. Po konceptu intelektualnog vlasništva, ovi vektoralisti pokušavaju uspostaviti nametnutu oskudicu na
nematerijalnom polju. Wark tvrdi da vektoralna klasa ne može kontrolirati sami intelektualni (imovinski) svijet, ali samo u njegovoj komodificiranoj formi- a ne njegovoj cjelokupnoj aplikaciji ili upotrebi.
Gamer Theory ujedinjuje Warkovo zanimanje za eksperimentalne tehnike pisanja u networked media vlastitom teorijom medija u razvoju. Gamer Theory najprije je objavila Institut za budućnost knjige kao umrežena knjiga s vlastitim posebno dizajniranim sučeljem. U Gamer Theory Wark tvrdi da su u svijetu koji je sve konkurentniji i sličniji igri, računalne igre, utopijske verzije svijeta (same nesavršene igre), jer zapravo ostvaruju principe ravnopravnog igranja i nagrade zasnovane na zaslugama koji je drugdje obećao, ali zapravo nije isporučen.
Warkov nedavni rad istražuje umjetnost, pisanje i politiku situacionističkog internacionalizma. U svojoj knjizi "50 godina oporavka situacijskog internacionalizma" (rezultat predavanja na Sveučilištu Kolumbija), Wark ispituje utjecaje situacijske estetike na suvremenu umjetnost i aktivističke pokrete, od taktičkih medija do anti-globalizacijskog pokreta. Wark posebnu pažnju posvećuje često zanemarenim likovima i djelima u SI, uključujući utopijske arhitektonske projekte Constant,slika Giuseppe Pinot, The Situationist Times Jacqueline de Jong i romana Michelea Bernsteina.
Godine 2013. Wark je, zajedno s Aleksanderom Gallowayom i Eugene Thackerom, objavio knjigu ‘’exkomunikacija: tri zahtjeva u mediji I mediitaciji’’. U početku knjige autori pitaju: Postoji li sve što postoji,postoji i prezentira i zastupa, posreduje i mijenja,da se priopći i prevodi? Postoje medijativne situacije u kojima krivovjerje,egzil, ne ponavljanje, zajedništvo ili intergracija. Postoje odredene vrste poruka koje tvrde da više neće biti poruka pa stoga za svaku komunikaciju postoji korelativna exkomunikacija, a ovaj se pristup naziva ‘’New York skola medijske teorije’’. 
U The New School, profesor Wark predaje seminare o situacionističkoj međunarodnoj,predavanju militariziranojo viziji,kao i uvod u kulturne studije. Bio je Eyebeam rezident 2007.

## Odaziv
Na teoretskoj razini, Warkovo pisanje može se vidjeti u 3 konteksta : Britanski kulturni studij, Njemačka kritička teorija i Francuski poststrukturalizam. Njegovi raniji radovi kombiniraju britanske i francuske utjecaje kako bi proširili australske kulturne studije kako bi obuhvatili pitanja globalizacije i nove tehnologije medija. Njegova kasnija djela privlače više od Kritičke teorije i mnogo revidiranog marksizma. Svojim eksperimentiranjem s novim medijskim oblicima, počevši od listervera poput nettime.org, a kasnije s web sučeljima kao što je onaj razvijen za Gamer Theory, njegovi su radovi presijecani s drugim teoretičarima novih medija kao što su Geert Lovink i Mark Amerika.

## Više
- Situationist International
- Guy Debord
- Raoul Vaneigem
- Constant Nieuwenhuys
- Jacqueline de Jong
- Michèle Bernstein
- Giuseppe Pinot-Gallizio
- Hacktivism
- Marshall McLuhan

## Vanjske poveznice
- The New School: Ken Wark
- A Hacker Manifesto
- Hacker Manifesto, version 4
- From Hypertext to Codework, Hypermedia Joyce Studies 3.1 (2002)
- Interview with First Monday  Arhivirana inačica izvorne stranice od 23. studenoga 2012. (Wayback Machine)
- Review of A Hacker Manifesto by Terry Eagleton
- Post Human? All Too Human
- Chronicle of Higher Education article Gamer Theory and the networked book
- GAMER THE0RY, version 2.0 (Institute for the Future of the Book)
- The Aims of Education (The New School convocation, 2 September 2010)
- An Inhuman Fiction of Forces, lecture at Leper Creativity symposium, The New School, 11 March 2011
- The Legacy of Marshall McLuhan, ABC Radio, 15 July 2011
- The Unreturnable Situationist International – Berfrois Interviews McKenzie Wark  Arhivirana inačica izvorne stranice od 26. svibnja 2018. (Wayback Machine), 2 September 2011
- Courting Vectoralists – An Interview with McKenzie Wark on the 10-Year Anniversary of A Hacker Manifesto, LA Review of Books, 17 December 2013
- New Ancestors – A Conversation with McKenzie Wark and Gean Moreno, e-flux No. 51 (2014)
- Excommunication – Mediating the Nonhuman, with Alexander Galloway and Eugene Thacker, NYU, 16 April 2014
- New knowledge for a new planet: critical pedagogy for the Anthropocene, interview with Petar Jandrić, Open Review of Educational Research, 3(1), 148-178.